# Marco Canola
Marco Canola (* 26. Dezember 1988 in Vicenza) ist ein ehemaliger italienischer Radrennfahrer.

## Karriere
Canola begann seine internationale Karriere beim UCI Professional Continental Team Colnago-CSF Inox, für das er mit einer Etappe der Tour de Langkawi seinen ersten internationalen Wettbewerb gewann. Seinen bis dahin größten Karriereerfolg feierte er auf der 13. Etappe des Giro d’Italia 2014, als er im Dreiersprint einer ursprünglich sechsköpfigen Ausreißergruppe, die sich kurz nach dem Start bildete und 11 Sekunden Vorsprung ins Ziel rettete, siegte.
Nach zwei Jahren beim UnitedHealthcare Professional Cycling Team ohne besondere Ergebnisse fuhr Canola von 2017 bis 2019 für Nippo-Vini Fantini. Er gewann in dieser Zeit unter anderem mit der Volta Limburg Classic 2017 sein erstes internationales Eintagesrennen und mit dem Japan Cup 2017 ein Rennen der hors categorie. Zur Saison 2020 wechselte Canola zu Gazprom-RusVelo. Nachdem Gazprom-RusVelo als Reaktion auf den Russischen Überfall auf die Ukraine 2022 am 1. März 2022 die Lizenz widerrufen wurde, blieb er ohne neues Team und beendete nach der Saison 2022 seine Karriere als professioneller Radrennfahrer.

## Erfolge
2012
- eine Etappe Tour de Langkawi
- Mannschaftszeitfahren Giro di Padania

2014
- eine Etappe Giro d’Italia

2016
- Punktewertung Tour de Taiwan

2017
- Volta Limburg Classic
- drei Etappen und Punktewertung Tour of Japan
- eine Etappe Tour of Utah
- Japan Cup

2019
- eine Etappe Tour of Utah

## Grand-Tour-Platzierungen
| Grand Tour            | 2013 | 2014 | 2015 | 2016 | 2017 | 2018 | 2019 |
| --------------------- | ---- | ---- | ---- | ---- | ---- | ---- | ---- |
| Giro d’ItaliaGiro     | 138  | 122  | –    | –    | –    | –    | 107  |
| Tour de FranceTour    | –    | –    | –    | –    | –    | –    | –    |
| Vuelta a EspañaVuelta | –    | –    | –    | –    | –    | –    | –    |